# Inwood (Wirginia Zachodnia)
Inwood – jednostka osadnicza w Stanach Zjednoczonych, w stanie Wirginia Zachodnia, w hrabstwie Berkeley.